# Schnellkorrektur
Unter einer Schnell-, Eil- oder auch Vorabkorrektur versteht man die vorzeitige Bewertung einer Studien- oder Prüfungsleistung, etwa einer Aufsichtsarbeit (Klausur), an der Universität. Sie soll dazu dienen, dem Prüfling zeitlich früher als anderen Studenten ein Prüfungsergebnis mitteilen zu können.
Für den Anspruch des Prüflings auf eine Vorabkorrektur müssen besondere Gründe geltend gemacht werden. Dies können zum Beispiel die Erforderlichkeit des Prüfungsergebnisses für einen Antrag auf Studienförderung nach dem BAföG sein oder die Absicht, einen Studienstandort zu wechseln, wofür das Prüfungsergebnis zu einer bestimmten Frist eingereicht werden muss.